# Marjorie Rey
Marjorie Rey (* 1978) ist eine ehemalige französische Snowboarderin.

## Werdegang
Rey nahm im November 1997 in Tignes erstmals am Snowboard-Weltcup der FIS teil und errang dabei den 54. Platz im Riesenslalom. Zuvor wurde sie bei den Juniorenweltmeisterschaften 1997 in Corno alle Scale Vierte im Riesenslalom. In der Saison 1999/2000 kam sie im Weltcup viermal unter die ersten Zehn und errang damit den 11. Platz im Snowboardcross-Weltcup. Dabei erreichte sie in Madonna di Campiglio mit dem zweiten Platz ihre erste Podestplatzierung im Weltcup. In der folgenden Saison belegte sie den 14. Platz im Snowboardcross-Weltcup und bei den Snowboard-Weltmeisterschaften 2001 in Madonna di Campiglio den 14. Platz im Snowboardcross. Zudem wurde sie im März 2001 französische Meisterin im Snowboardcross. In der Saison 2001/02 holte sie im Snowboardcross in Berchtesgaden ihren einzigen Sieg im Europacup und erreichte mit zwei Top-Zehn-Platzierungen, darunter Platz zwei in Tignes den 15. Platz im Gesamtweltcup sowie den zehnten Rang im Snowboardcross-Weltcup. Ihren 58. und damit letzten Weltcup absolvierte sie im März 2003 in Arosa, welchen sie auf dem 19. Platz im Snowboardcross beendete.

## Weltcup-Gesamtplatzierungen
| Saison    | Gesamt | Gesamt | Snowboardcross | Snowboardcross | Parallel | Parallel |
| Saison    | Punkte | Platz  | Punkte         | Platz          | Punkte   | Platz    |
| --------- | ------ | ------ | -------------- | -------------- | -------- | -------- |
| 1999/2000 | 273    | 35.    | 2230           | 11.            | 254      | 38.      |
| 2000/01   | 280    | 35.    | 1560           | 14.            | -        | -        |
| 2001/02   | 234    | 15.    | 1670           | 10.            | -        | -        |
| 2002/03   | -      | -      | 880            | 19.            | -        | -        |